# Patrick Bittner
Patrick Bittner (* 18. Oktober 1971 in Stadtlohn) ist ein deutscher Koch.

## Werdegang
Nach der Ausbildung ging Bittner 1994 zum Landhaus Scherrer nach Hamburg,  1995 zum Hummerstübchen in Düsseldorf bei Peter Nöthel und Peter Liesenfeld. Als Souschef wechselte er 1996 zu Hessler nach Maintal bei Doris-Katharina Hessler. 1998 fing er bei Dieter Müller im Schlosshotel Lerbach in Bergisch Gladbach (drei Michelin-Sterne) an, 1999 folgte die Meisterschule in Heidelberg.
Von 2000 bis 2022 war er Küchenchef im Restaurant Français im Frankfurter Hof in Frankfurt, das ab 2008 mit einem Michelinstern und 17 Punkten im Gault-Millau ausgezeichnet wurde. Im Juli 2022 wurde das Restaurant Francais geschlossen.
Seit März 2024 ist er Küchenchef im Restaurant Villa Rothschild.

## Privates
Bittner ist Triathlet und absolviert ein bis zwei Ironman-Wettbewerbe pro Jahr.

## Auszeichnungen
- 2001 Aufsteiger des Jahres, Der Feinschmecker
- 2009 ein Michelin-Stern